# Oswald Döpke
Oswald Döpke (26 de junio de 1923 – 5 de julio de 2011) fue un director, guionista y actor alemán.

## Biografía
Nacido en Eldagsen, un distrito de la ciudad de Springe, Alemania, tras completar un aprendizaje de venta de libros en Hannover, Döpke en 1940 empezó a formarse como actor en la Escuela de Música Niedersächsische Musikschule de Brunswick. Después hubo de participar en la Segunda Guerra Mundial, durante la cual fue hecho prisionero.
En 1946 Döpke trabajó como actor en Hannover y en Bielefeld, antes de aceptar un puesto como dramaturgo en 1949, así como ser director de numerosas producciones radiofónicas. En 1953 fue nombrado director del departamento de reproducción radiofónica, y más tarde del departamento de televisión de Radio Bremen.
Entre 1963 y 1988 fue director principal en ZDF y produjo adaptaciones teatrales. Durante ese tiempo se realizaron unos cien filmes y 450 obras teatrales radiofónicas bajo su supervisión.
Oswald Döpke falleció en Múnich, Alemania, en 2011. Su patrimonio escrito se conserva en un archivo de la Academia de las Artes de Berlín. Fue padre de la actriz Josephine Jacob, fruto de su relación con Katerina Jacob.

## Filmografía (selección)

### Director
- 1965 : Ein Volksfeind (telefilm)
- 1965 : Judith (telefilm)
- 1965 : Keine Angst vor der Hölle? (telefilm)
- 1965 : Yerma (telefilm)
- 1966 : Im Jahre Neun (telefilm)
- 1966 : Johannisnacht (telefilm)
- 1967 : Phädra (telefilm)
- 1968 : Der Richter von Zalamea (telefilm)
- 1970 : Vor Sonnenuntergang (telefilm)
- 1972 : Im Namen der Freiheit (telefilm)
- 1973 : Tod auf der Themse (telefilm)
- 1974 : Neugierig wie ein Kind (telefilm)
- 1979 : Nathan der Weise (telefilm)
- 1980 : Der Thronfolger (telefilm)
- 1981 : Preußische Nacht (telefilm)

### Guionista
- 1968 : Der Richter von Zalamea (telefilm)
- 1970 : Vor Sonnenuntergang (telefilm)

## Premios
- 1957 : Prix Italia
- 1966 : Premio Hörspielpreis der Kriegsblinden
- 1978 : Premio DAG en oro